# (123509) 2000 WK183
(123509) 2000 WK183, também escrito como (123509) 2000 WK183, é um objeto transnetuniano (TNO) que está localizado no cinturão de Kuiper, uma região do Sistema Solar. Ele é classificado como um cubewano. O mesmo possui uma magnitude absoluta (H) de 6,6 e, tem um diâmetro com cerca de 106 km, por isso existem poucas chances que possa ser classificado como um planeta anão, devido ao seu tamanho relativamente pequeno. Este corpo celeste é um sistema binário, o outro componente, o S/2007 (123509) 1, possui um diâmetro estimado em cerca de 101 km.

## Descoberta
(123509) 2000 WK183 foi descoberto no dia 26 de novembro de 2000 por Audrey C. Delsanti, Catherine E. Delahodde e Olivier R. Hainaut.

## Órbita
A órbita de (123509) 2000 WK183 tem uma excentricidade de 0.050, possui um semieixo maior de 44.589 UA e um período orbital de cerca de 298 anos. O seu periélio leva o mesmo a uma distância de 42,475 UA em relação ao Sol e seu afélio a 46,703 UA.